# Логроньо
Логро̀ньо (на испански: Logroño) е град в Северна Испания, разположен на река Ебро. Административен център на автономната област Ла Риоха.
Има население 150 071 души (2008). В Логроньо е концентрирано почти половината от населението на областта, а градът е икономически, културен и център на услугите за Ла Риоха. Винарски център („Риоха“), метални и текстилни изделия.
Логроньо предизвиква спорове между кралете на Навара и на Кастилия още от 10 век. Регионът около града е анексиран от Кастилия през 1173.

## Спорт
Спортът в града е представен от футболния отбор Логронес.

## Побратимени градове
- Бреша, Италия
- Виши, Франция
- Дармщат, Германия